# Palilula (Niš)
Palilula é um município da Sérvia localizado no distrito de Nišava, na região de Ponišavlje. A sua população era de 71707 habitantes segundo o censo de 2011.

## Demografia
| 2002  | 2011  |
| ----- | ----- |
| 72165 | 71707 |